# إي جونغ سو
لي جونغ-سو (بالكورية: 이정수) (مواليد 8 يناير 1980 في غيمهاي) لاعب كرة قدم كوري جنوبي يلعب حاليا في نادي السد.

## روابط خارجية
- إي جونغ سو على موقع الاتحاد الدولي (مؤرشف)  (الإنجليزية)
- إي جونغ سو على موقع رابطة كرة القدم اليابانية للمحترفين (اليابانية)
- إي جونغ سو على موقع دوري كوريا الجنوبية (الإنجليزية)
- إي جونغ سو على موقع قاعدة بيانات كرة القدم.إي يو (الإنجليزية)
- إي جونغ سو على موقع ناشيونال فوتبول تيمز (الإنجليزية)
- إي جونغ سو على موقع Soccerway.com (الإنجليزية)
- إي جونغ سو على موقع عالم كرة القدم.نت (الإنجليزية)